# 纽芬兰-拉布拉多省人口普查分区列表
加拿大纽芬兰-拉布拉多省下辖有市、镇、村等基层行政单位，分为11个人口普查区。

## 人口普查区列表
纽芬兰-拉布拉多省分为编号从1到11的人口普查区。
- 纽芬兰-拉布拉多省第1区
- 纽芬兰-拉布拉多省第2区
- 纽芬兰-拉布拉多省第3区
- 纽芬兰-拉布拉多省第4区
- 纽芬兰-拉布拉多省第5区
- 纽芬兰-拉布拉多省第6区
- 纽芬兰-拉布拉多省第7区
- 纽芬兰-拉布拉多省第8区
- 纽芬兰-拉布拉多省第9区
- 纽芬兰-拉布拉多省第10区
- 纽芬兰-拉布拉多省第11区

## 基层行政单位
纽芬兰-拉布拉多省约有700个社区。
详细列表参见紐芬蘭與拉布拉多省社區列表
- 圣约翰斯